# Tomé
Tomé è un comune del Cile della provincia di Concepción nella Regione del Bío Bío. Al censimento del 2002 possedeva una popolazione di 52.440 abitanti.

## Società

### Evoluzione demografica
| Censimento del 1992 | Censimento del 2002 |
| 49.284 ab.          | 52.440 ab.          |